# Jürgen Janetzki
Hans-Jürgen Janetzki (* 18. Juni 1943 in Berlin; † 21. März 2009 in Herne) war ein deutscher Verleger von Comicliteratur.

## Leben und Wirken
Janetzki absolvierte ursprünglich eine Lehre als Konditor, danach zog er von Berlin nach München. Dort begann er, mit Comics zu handeln und eröffnete schließlich Jürgen's Comic Shop, einen der ersten Comicshops Deutschlands. Er wirkte auch bei der Gestaltung des Allgemeinen Deutschen Comic-Preiskataloges mit.
1988 gründete Janetzki in München den Splitter-Verlag, der sich auf anspruchsvolles Comics-Material, insbesondere frankobelgische Comics spezialisierte. 1996 gewann sein Verlag beim Comic-Salon Erlangen den Max-und-Moritz-Preis für den Comic Zoo von Frank Pé und Philippe Bonifay. Im Jahr 2000 meldete der Splitter-Verlag Konkurs an. Seit Mitte 2006 werden mit Janetzkis Genehmigung unter dem Namen Splitter wieder Qualitäts-Comics herausgegeben. Mitbegründer der Splitter GmbH & Co KG ist der Zeichner Dirk Schulz, der seine Comic-Serien Indigo, Chiq & Chloe und Parasiten ursprünglich von Janetzki selbst verlegen ließ.
Zuletzt engagierte sich Janetzki neben dem Handel mit Comics zunehmend in der Figuren-Branche, wo er unter anderem mit Comic-Motiven (beispielsweise Prinz Eisenherz) Bekanntheit erlangte. Am 21. März 2009 verstarb Hans-Jürgen Janetzki auf der Reise zu einer Figuren-Messe an Herzversagen.